# The Move
The Move var ett psykedeliskt rockband bildat 1965 i Birmingham, England. Tre medlemmar, Roy Wood, Bev Bevan och Jeff Lynne som senare startade Electric Light Orchestra, startade sina musikerkarriärer i denna grupp. The Move slog aldrig igenom i USA, men var mycket populära i sitt hemland. Gruppens repertoar ter sig som tämligen schizofren. Det material man valde att släppa som singlar var kommersiell, lätt psykedelisk pop, medan man från och med albumet Shazam ägnade sig åt mer experimentell musik som drog åt progressiv rock.

## Historik
The Move bestod av en sammanslagning av några av de mer etablerade rockbanden från Birmingham, bland annat Carl Wayne & The Vikings, och fick därför lite uppmärksamhet vid bildandet. Originalmedlemmar var Roy Wood (gitarr, sång), Trevor Burton (gitarr), Ace Kefford (basgitarr), Carl Wayne (slagverk, sång), och Bev Bevan (trummor). Kefford lämnade gruppen i ett tidigt skede. Det var inte förrän Wood började skriva allt material gruppen framförde, som de slog igenom. De fick skivkontrakt på Deram Records, och deras debutsingel, "Night of Fear", blev en engelsk hit med en andraplats på singellistan. Även uppföljaren "I Can Hear the Grass Grow" blev framgångsrik. Gruppen lämnade sedan Deram för ett kontrakt hos bolaget Regal Zonophone.
"Flowers in the Rain" och "Fire Brigade" blev ytterligare två framgångsrika singlar, och ingick sedermera på gruppens debutalbum Move som släpptes 1968. Man prövade sedan att släppa den tyngre rocklåten "Wild Tiger Woman" som singel, men den blev deras första flopp och nådde inte ens listplacering. Med "Blackberry Way" fick de sent 1968 sin enda singeletta i England. "Blackberry Way" blev även en hit i flera andra europeiska länder och var också deras enda låt som tog sig in på Tio i topp-listan i Sverige.
Jeff Lynne tillkom 1970 som ersättare för Wayne som slutade samma år. Gruppen hade fortsatt framgång med singlar som "Brontosaurus" (1970), "Tonight" (1971) och "California Man" (1972). 1972 började man lägga grunden till vad som skulle komma att bli Electric Light Orchestra. ELO var tänkt att bli ett slags sidoprojekt till The Move, men det blev så framgångsrikt att man istället beslöt lägga ner gruppen och fortsätta satsa på ELO. Den rastlöse Wood lämnade dock snart denna konstellation för att bilda glamrockbandet Wizzard.
Under 2006–2007 har gruppens album släppts i digitalt ommastrade och genomarbetade utgåvor på skivbolaget EMI och Salvo/Union Square Music.

## Medlemmar

### Medlemmar genom tiderna
- Bev Bevan – trummor, percussion, sång (1965–1972, 2004–2014)
- Roy Wood – gitarr, keyboard, saxofon, blockflöjt, oboe, klarinett, fagott, basgitarr, cello, pedal steel guitar, slidegitarr, sitar, sång (1965–1972)
- Carl Wayne – sång, basgitarr, gitarr (1965–1970; död 2004)
- Trevor Burton – gitarr, basgitarr, sång (1965–1969, 2007–2014)
- Ace Kefford – basgitarr, sång (1965–1968)
- Rick Price – basgitarr, sång (1969–1971)
- Jeff Lynne – gitarr, piano, keyboard, trummor, sång (1970–1972)

### Uppsättningar (urval)
| 1966–1967 | 1967–1968                                                                                               | 1968–1969                                                                                            |  |
| --- | --- | --- |  |
| - Carl Wayne: sång, percussion - Roy Wood: sång, gitarr - Trevor Burton: gitarr - Ace Kefford: basgitarr - Bev Bevan: trummor | - Carl Wayne: sång, percussion - Roy Wood: sång, gitarr - Trevor Burton: basgitarr - Bev Bevan: trummor | - Carl Wayne: sång, percussion - Roy Wood: sång, gitarr - Rick Price: basgitarr - Bev Bevan: trummor |  |
| 1969–1970 | 1970–1972                                                                                               | |  |
| - Roy Wood: sång, gitarr - Jeff Lynne: sång, gitarr, piano - Rick Price: basgitarr - Bev Bevan: trummor                       | - Roy Wood: sång, gitarr, basgitarr - Jeff Lynne: sång, gitarr, piano - Bev Bevan: trummor              | |  |

## Diskografi
Studioalbum
- Move (1968)
- Shazam (1970)
- Looking On (1971)
- Message From the Country (1971)